# Беспалов, Сергей Александрович
Сергей Александрович Беспалов (бел. Сяргей Аляксандравіч Бяспалаў; род. 4 февраля 1992) — белорусский блогер, журналист и политический активист. Создатель интернет-проектов «Мая Краіна Беларусь» и «Усы Лукашенко». Бывший доброволец полка Кастуся Калиновского.

## Биография
Во время протестов 2006 года Сергей Беспалов приносил лекарства в палаточный городок для протестующих. В 2007 и 2008 годах участвовал в акциях гражданской кампании «Джинс — за свободу!». В 2010 году стал активистом движения «Говори правду», а в 2011 году был одним из координаторов молчаливых акций протеста движения «Революция через социальные сети».
Получил высшее экономическое образование, окончив польский университет по программе Кастуся Калиновского.
В 2012 году, после преследования белорусскими силовыми органами из-за администрирования группы «Надоел нам этот Лукашенко» во Вконтакте, был вынужден эмигрировать в Польшу. В 2013 году создал проект «Мая Краіна Беларусь» и начал работать SMM-менеджером в белорусской службе Радио «Свобода».
Во время пандемии коронавируса сотрудничал с блогером Сергеем Тихановским. 26 июня 2020 года, на фоне арестов белорусских блогеров и администраторов Telegram-каналов, на арендованной квартире Беспалова был проведён обыск. Он покинул Беларусь и уехал в Прагу, где провёл 5 месяцев. В ноябре 2020 года вместе с друзьями переехал в Киев.
После начала полномасштабного вторжения России в Украину вступил в территориальную оборону Киева. Позже присоединился к белорусской роте полка «Азов», которая затем стала полком Кастуся Калиновского. В полку выполнял обязанности пресс-секретаря и снимал видео о белорусских добровольцах, не участвуя в боевых выездах.
14 ноября 2022 года личные YouTube и Telegram-каналы Сергея Беспалова были признаны прокуратурой города Минска «экстремистскими материалами». Ранее в июне того же года Министерство внутренних дел Республики Беларусь объявило каналы Беспалова экстремистскими формированиями.
В 2023 году переехал в Варшаву, где продолжил работу в медиа-секторе. 7 ноября 2023 года был назначен официальным представителем и руководителем гражданского штаба организации «Паспалiтае Рушэньне».
В 2024 году от списка «Независимые белорусы» участвовал в выборах и прошёл делегатом в Координационный совет Беларуси.
В конце 2024 года против Беспалова в Беларуси начали заочный процесс. В 2025 году его заочно приговорили к 18 годам заключения и штрафу.
Стал пресс-секретарём Сергея Тихановского, после его освобождения в 2025 году.